# Penstemon secundiflorus
Penstemon secundiflorus är en grobladsväxtart som beskrevs av George Bentham. Penstemon secundiflorus ingår i släktet penstemoner, och familjen grobladsväxter. Inga underarter finns listade i Catalogue of Life.